# Гуменюк-Грицай Петро Онисимович
Петро Онисимович Гуменюк-Грицай (нар. 4 лютого 1925, село Роговичі, тепер Полонського району Хмельницької області — ?) — український радянський діяч, начальник прокатного стана тонколистового цеху металургійного заводу «Запоріжсталь» Запорізької області. Депутат Верховної Ради СРСР 7—8-го скликань.

## Біографія
Народився в селянській родині.
Під час німецько-радянської війни перебував у евакуації. Трудову діяльність розпочав у 1941 році колгоспником колгоспу «Роте Фане» Аполонівського району Орджонікідзевського (Ставропольського) краю РРФСР.
З 1942 по 1943 рік працював токарем основного механічного цеху Магнітогорського металургійного комбінату Челябінської області РРФСР. У 1943—1947 роках — оператор прокатного стана металургійного заводу міста Новосибірська, РРФСР.
У 1947—1961 роках — оператор тонколистового цеху, у 1961—1966 роках — старший вальцювальник тонколистового цеху металургійного заводу «Запоріжсталь» імені Орджонікідзе міста Запоріжжя Запорізької області.
Член КПРС з 1957 року.
У 1966 році закінчив вечірній факультет Дніпропетровського металургійного інституту за спеціальністю обробка металів тиском.
У 1966—1969 роках — майстер стана, начальник зміни тонколистового цеху металургійного заводу «Запоріжсталь» імені Орджонікідзе.
З 1969 року — начальник прокатного стана тонколистового цеху, у 1972—1980 роках — начальник цеху холодної прокатки (ЦХП-3) металургійного заводу «Запоріжсталь» імені Орджонікідзе Запорізької області.
До 1983 року працював головним інженером металургійного комбінату в штаті Біхар (Індія).
Потім — на пенсії в місті Запоріжжі.

## Нагороди
- орден Леніна
- орден Трудового Червоного Прапора (19.07.1958)
- ордени
- медалі
- заслужений металург Української РСР (18.07.1964)